# (5889) Mickiewicz
(5889) Mickiewicz es un asteroide perteneciente al cinturón de asteroides, región del sistema solar que se encuentra entre las órbitas de Marte y Júpiter, descubierto el 31 de marzo de 1979 por Nikolái Stepánovich Chernyj desde el Observatorio Astrofísico de Crimea (República de Crimea).

## Designación y nombre
Designado provisionalmente como 1979 FA3. Fue nombrado Mickiewicz en homenaje al poeta polaco Adam Mickiewicz.

## Características orbitales
Mickiewicz está situado a una distancia media del Sol de 3,046 ua, pudiendo alejarse hasta 3,526 ua y acercarse hasta 2,565 ua. Su excentricidad es 0,157 y la inclinación orbital 19,18 grados. Emplea 1942,06 días en completar una órbita alrededor del Sol.

## Características físicas
La magnitud absoluta de Mickiewicz es 12,2. Tiene 26,414 km de diámetro y su albedo se estima en 0,039. 